# David Wright (beisbolista)
David Wright (Norfolk, Virginia, 20 de diciembre de 1982) es un ex-beisbolista estadounidense que jugó en la MLB para el equipo de los New York Mets.
A lo largo de su carrera ha sido seleccionado en siete ocasiones para el Partido de las Estrellas de la Liga de Béisbol. Desde 2013 ostenta el puesto de capitán.